# Liturgusa maya
Liturgusa maya es una especie de mantis de la familia Liturgusidae.

## Distribución geográfica
Se encuentra en Brasil, Costa Rica, Guatemala,  México y Surinam.